# Altamonte Springs
Altamonte Springs es una ciudad ubicada en el condado de Seminole en el estado estadounidense de Florida. En el Censo de 2010 tenía una población de 41.496 habitantes y una densidad poblacional de 1.660,8 personas por km².

## Geografía
Altamonte Springs se encuentra ubicada en las coordenadas 28°39′39″N 81°23′44″O / 28.66083, -81.39556. Según la Oficina del Censo de los Estados Unidos, Altamonte Springs tiene una superficie total de 24.99 km², de la cual 23.34 km² corresponden a tierra firme y (6.58%) 1.64 km² es agua.

## Demografía
Según el censo de 2010, había 41.496 personas residiendo en Altamonte Springs. La densidad de población era de 1.660,8 hab./km². De los 41.496 habitantes, Altamonte Springs estaba compuesto por el 72.46% blancos, el 13.79% eran afroamericanos, el 0.34% eran amerindios, el 3.35% eran asiáticos, el 0.05% eran isleños del Pacífico, el 6.3% eran de otras razas y el 3.71% pertenecían a dos o más razas. Del total de la población el 24.26% eran hispanos o latinos de cualquier raza.